# Chaerephon bregullae
Chaerephon bregullae — вид кажанів родини молосових.

## Середовище проживання
Цей вид обмежений Фіджі і Вануату.

## Стиль життя
Лаштує сідала в печерах. Харчується над відкритим простором у різних середовищах, включаючи кокосові гаї, поля, ліси, і навіть над океаном, недалеко від берега.